# Bunter Teller

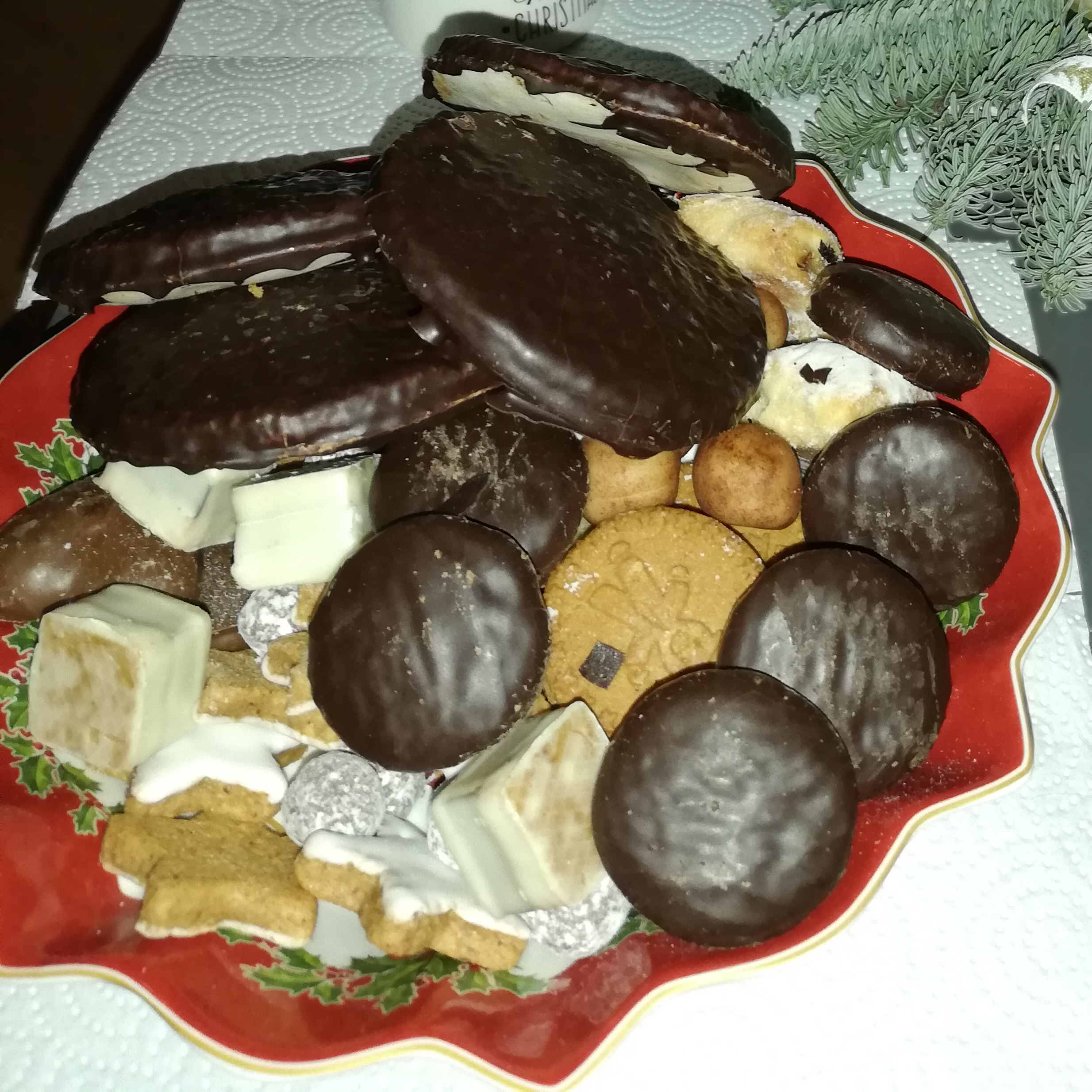
Bunter Teller mit u. a. Nürnberger Lebkuchen, Zimtsternen, weißen Dominosteinen und Marzipankartoffeln

Das Weihnachtsfest hat als zentrales Fest im Winter zahlreiche Bräuche benachbarter kleinerer Feste auf sich gezogen. Zu diesen Bräuchen gehört auch der Bunte Teller (auch Süßer Teller genannt).

## Brauchtum

### Nikolaus
Als Gabenteller entstammt der Bunte Teller ursprünglich dem Nikolausbrauchtum. Mit Nüssen, Früchten und Gebäck wurden am Tag des beliebten Heiligen vor allem die Kinder beschert. Durch zwei Legenden hat sich Nikolaus den Ruf als »Kinderbischof« erworben: Durch die heimliche, nächtliche Bescherung von drei Jungfrauen ohne Mitgift und durch die Wiederbelebung von drei Knaben. Bekannt ist der bunte Gabenteller zum Nikolaustag auch aus dem bis heute populären Lied »Lasst uns froh und munter sein...«.

### Neujahr
Als Zeichen der Üppigkeit und Fülle gehört der Bunte Teller auch zum Neujahrsbrauchtum. Verschwenderischen Wohlstand in einer Übergangszeit und Schwellensituation zu zeigen, gehört zu den am weitesten verbreiteten und allgemeinsten Bräuchen überhaupt. Bezogen auf den Jahreswechsel bedeutet der Bunte Teller: »So gut soll es uns auch im nächsten Jahr gehen. So voll soll unser Teller auch in Zukunft sein...«